# Франси
Франси (фр. Fransu) насеље је и општина у североисточној Француској у региону Пикардија, у департману Сома која припада префектури Амјен.
По подацима из 2011. године у општини је живело 155 становника, а густина насељености је износила 27,48 становника/km². Општина се простире на површини од 5,64 km². Налази се на средњој надморској висини од 113 метара (максималној 122 m, а минималној 67 m).

## Демографија
| 1962. | 1968. | 1975. | 1982. | 1990. | 1999. | 2011. |
| ----- | ----- | ----- | ----- | ----- | ----- | ----- |
| 144   | 148   | 139   | 117   | 126   | 104   | 155   |

График промене броја становника у току последњих година